# サイバーナイトII 地球帝国の野望
『サイバーナイトII 地球帝国の野望』（サイバーナイトツー ちきゅうていこくのやぼう）は、1994年8月26日に日本のトンキンハウスから発売されたスーパーファミコン用ロールプレイングゲーム。
同社のPCエンジン用ソフト『サイバーナイト』（1990年）の続編。宇宙戦艦「ソードフィッシュ」の傭兵たちを操作し、異星のテクノロジーを使用し暴走を始めた地球軍を阻止すべく、地球のメインコンピュータを破壊する事を目的としている。地球軍によって拿捕された「ソードフィッシュ」に代わる新たな母艦「ガルボダージュ」が登場した事や、戦闘システムが変更された事などを特徴としている。
開発はアトリエドゥーブルが行い、プロデューサーは前作に引き続き浦井郁郎、音楽は角川書店のスーパーファミコン用ソフト『ロードス島戦記』（1995年）を手掛けた酒井能克および酒井恭子が担当している。また前作と同様にグループSNEがプロデュースに参加しており、安田均が監修、水野良がシステムデザイン、山本弘がシナリオ担当としてクレジットされている。ただしメカニックデザインは前作と異なり、松浦まさふみが担当している。

## ゲーム内容
本作品のゲームシステムは、おおむね前作のシステムを踏襲している。そのため本項では、前作からの変更点を中心に記述する。

### ガルボダージュ
地球に拿捕されたソードフィッシュに変わる新たな母艦である。ソードフィッシュと異なる点として、設備に「エアロック」「トレーニング」が追加された。「エアロック」は、人間がモジュールに乗ることなく下船するための設備である。これによって、都市を訪れる際も常にモジュールを着用していた前作とは異なり、生身で船外を移動するケースも出現した。「トレーニング」は、シミュレーターによる模擬戦闘を体験できる設備で、ゼロから戦闘法を学べる初心者用と、本編で出会った敵のデータを使う実戦用の二通りがある。

### 戦闘
「タクティカルボード」上を動き回って戦うシステムは前作と同じだが、ボードのサイズが変わり縦5マス×横7マスとなった。マスの総数は減ったものの、左右の幅が広がったために敵味方が隣接することが若干難しくなり、「格闘」と「射撃」の使い分けがより強調されている。また、狙っていた敵個体が味方の攻撃で倒されたときには、攻撃可能範囲に別の敵がいれば自動的に選んで攻撃するよう変更された。もう一つの変更点として、パーティに加えなかったキャラクターが「援護」に就くようになった。屋外でモジュール戦闘になった場合、援護キャラクターのカットインが入り、援護射撃で敵ユニットが破壊される。この結果、戦闘前に敵が全滅し、自動的に戦闘終了することもある。

### 成長
戦闘の「援護」システムにより、援護キャラクターも任務に参加したものとして経験点が与えられるようになった。また、本作品は人類文明圏での冒険ということもあり、モジュールの性能向上はネオパーツによる部分的改良だけではなく、より高性能な新型機の支給というかたちでも行われる。

## 設定

### ストーリー
西暦2357年、宇宙戦艦「ソードフィッシュ」は、4年間に渡る銀河中心星域の冒険を終えて地球圏へと帰還した。だが彼ら自身が危惧していたように、ソードフィッシュが持ち帰った異星のテクノロジーは新たな騒乱の火種となってしまう。凋落しつつあった地球の強硬派は、異星のテクノロジーを武器に他の惑星国家へと侵攻し、地球を再び人類社会の中心とする野望を抱いた。それゆえソードフィッシュは拿捕され、乗組員たちも監禁される。謎の美女「CJ」の手引きによって脱走したソードフィッシュの傭兵たちは、地球の台頭を望まない秘密組織の援助を受け、地球軍と戦うことを決めた。
異星テクノロジーを手に入れた地球軍が繰り出したのは、バーサーカーを応用した自己増殖する戦闘機械「メタリフォーム」であった。ソードフィッシュの傭兵たちは、バーサーカー戦の経験を生かしてメタリフォームを排除しつつ、各惑星政府の連合成立に尽力し、地球軍の戦略を少しずつ断ち切っていく。だが、やがてメタリフォームの動きに変化が現れた。親地球派の惑星を含めた全ての星の生き物に襲い掛かり、相手を機械と生物の融合体「サイビーイング」へ改造し始めたのだ。危険な排他性を持つバーサーカーの特質が、思わぬ形で暴走したのである。メタリフォームやサイビーイングを止めるためには、彼らを統率する地球のメインコンピュータを破壊するしかない。ソードフィッシュの傭兵たちは、人類の命運を賭けた最後の突入作戦を敢行する。

### 用語
メタリフォーム
ソードフィッシュが持ち帰ったバーサーカーの死体を元に製造された戦闘機械。メタリフォームという名前は、金属生命体（Metal Lifeform）とメタ生命体（Meta lifeform）のダブルミーニングになっている。動力源はバーサーカーと同じくモノポール反応炉。周囲の物質を取り込んで自己複製を行い増殖する能力を持ち、さらに電磁波によって意図的に突然変異を起こすことで、より強力な新型機を生み出していく。しかし、メタリフォームを開発していた地球の科学者が気付かなかったことだが、メタリフォームは多数の個体によるネットワークが一つの人格を持つ、一種の集団的知性であるため、増殖の過程で人間のコントロールを離れ暴走していく。
サイビーイング
メタリフォームの産するマイクロマシンが生物の体内に入り込み、脳を含めた体の組成を機械に置き換えることで誕生した、有機生命体と機械生命体の融合体。名前は電脳生命（cyber Being）のもじり。動力源は有機物の摂取（つまり、普通の捕食活動）を主としているため、モノポール反応炉を使うメタリフォームよりは小型のものが多い。人間を含めた他の有機生命体に接触すると、その体内にマイクロマシンを打ち込むことで相手をメタリフォーム化する。この行動パターンから、本編中でもホラー映画のゾンビに例えられている。
一方で、ゲーム本編中では他者を攻撃しないサイビーイングも登場し、ネットワークによる集合精神の構成が、人類の新たな進化の可能性であるとの肯定的な主張も登場する。小説版ではこのような主張は登場せず、サイビーイングという呼称も出ないまま「ゾンビ」の仮称でのみ描写されている。
QCシステム
量子結合（Quantum Connection）を利用して超光速通信を行うシステム。理論上は古くから知られていたが、実現には人間の脳を遥かに超える大頭脳が必要となるため実用化されなかった。しかしBRAINIACの出現により実用レベルでのシステムが完成し、これによって銀河中のメタリフォームをリアルタイムで管理することを可能としている。後にQCシステムを掌握したMICAによれば、このシステムは単なる通信網ではなく「宇宙のすべての事象の認識」をもたらすものだというが、自我を持たなかったBRAINIACにはそれを理解することができなかった。
VVユニット
「真の真空」と呼ばれる状態を利用した反重力浮遊装置。VVは真空渦動（Vacuum Vortex）の略。「真の真空」が普通の真空より軽いという特性を利用し、高密度のモノポリウム流体を高速回転させて生み出した「真の真空」が惑星の重力場に対して浮上する力を利用してモジュールを浮遊させる。
LANアソシエイツ
小説版に登場する、傭兵専門の人材派遣企業。人類が異星へ進出する以前に設立され、多数の惑星国家が成立した現在でも傭兵業界の最大手として君臨している。極端な秘密主義を貫いているが、傭兵の仲介業者としては最も信頼度が高い企業でもあり、ブレイドたちもここに所属している。
小説版で解説されるが、本作品においてブレイドたちを後援している秘密組織こそLANである。LANの真の活動目的は、戦争を最小限にとどめることである。LANの創設者となった傭兵たちは、戦争は決してなくならないという現実主義に基づき、政治的な主義主張とは無関係に「戦争を短くできる」陣営を支援することで平和維持に貢献することを選んだ。本作品のストーリーにおいても地球陣営を危険視し、ソードフィッシュの元乗員たちをメタリフォームにぶつけることでその侵攻を阻むべく活動している。

## 登場人物
プレイヤーキャラクターの6人をはじめとした元ソードフィッシュ乗組員については、前作の登場人物を参照。ここでは、本作品から登場したキャラクターについて解説する。

### 地球派の人物
ジョージ・M・フォレスト
地球連邦の軍人で強硬派のリーダー。肩書は将軍（小説版では提督）。10年前の戦争で穏健派の裏切りにより惨敗、残存戦力と共に脱走して宇宙海賊化していた。ソードフィッシュ帰還による地球の混乱を突いて帰星し、政権を掌握して銀河征服に乗り出す。
圧倒的カリスマを持つが、軍事以外の知識は素人以下で、政治経済の問題すべてを「他の惑星国家のせい」と断じている。地球に帰還した時点で致命的な脳腫瘍に侵されていたため、存命中に統一を果たさねばならぬという強迫観念から強引な軍事行動に走る。後に、メタリフォームのマイクロマシンを利用した脳手術を受けたことからサイビーイングとして取り込まれてしまうが、銀河統一の執念はメタリフォームの集合精神すら圧倒し、彼らを他生物の殲滅ではなく、融合による統一という方向へ歪ませていく。
アツロウ・ミフネ
地球の科学者。サイバネティックスの権威で、BRAINIACの設計者である。政府からソードフィッシュの持ち帰ったオーバーテクノロジー研究を依頼されたが、元々強硬派の政治主張に共鳴していたため、フォレストに研究成果であるメタリフォームを譲り渡す。デネット教授いわく「思い上がりが激しく、重大なミスに気付かないことがよくある」人物で、実際にメタリフォームの集合精神が人類に襲い掛かる危険を見過ごしてしまう。
ゲーム版では地球政府の首相官邸らしき建物の中に残ってブレイドたちに自らの過ちを告白するが、小説版ではブレイドたちと対面すること無く、フロリダのあるホテルで自分の間違った発明によって引き起こされた大惨状を目にしながら自殺する。
BRAINIAC
地球防衛司令部のメインコンピュータ。人類文明圏最大の演算能力を持ち、超光速通信「QCシステム」を駆使してメタリフォームを制御する。人格があるかのように会話できるが、あくまで人間の道具として設計されているためMICAのような自我を持たない。それゆえ、メタリフォームが集合精神を構築する過程で容易に主導権を奪われてしまった。
V・ラモン
惑星バロネットの大統領。偏狭な白人至上主義者で、地球側と共闘し、それまで政治的に対立していたカアンガへの核爆撃と虐殺を行う。ゲーム版ではバロネット領の惑星であるビヨンドに逃げてまで徹底抗戦を繰り広げた挙句、サイビーイング化されたが、小説版では大統領官邸制圧の時点で自ら命を絶った。
アルフレッド・ウィンゲート
ストーリー開始時点での惑星ファラウェイ大統領。保身のためにフォレスト将軍と密約を交わし、地球軍の侵攻を黙認していた。後に密約の存在を暴露されて失脚する。

### 反地球派の人物
アダム
プレイヤーキャラクターの戦いを支援する、謎の組織の代表。専門用語の「LANアソシエイツ」も参照。漫画版ではミラーシェードを掛けたスマートな青年、小説版では小太りの中年と外見が大きく異なる。
AIDA
戦艦ガルボダージュに搭載された人工知能。MICAよりも機能は劣り、状況判断での融通が利かない。
リブロー
惑星キャゼリン大統領。四惑星連合を提唱して地球軍侵攻に対抗する。
ギラン
惑星ブラックホーク大統領。四惑星連合に応じる。
チャンドラプール
惑星ボーガバティー大統領。四惑星連合に応じる。
ナンシー・ドマージュ
ウィンゲートの失脚後に惑星ファラウェイ大統領となった野党出身の政治家。四惑星連合に応じる。
ラーナ司祭
惑星ナイランジャナーを治める宗教団体のリーダー。非暴力主義者であるため地球軍の侵攻には否定的。そのため、地球軍によって密かに誘拐され、非暴力を無抵抗にすり替える影武者を送り込まれていた。ブレイドたちによって救出された後は、暴力に暴力で応じねばならぬことに心を痛めつつも反地球の連合に協力する。
小説版には登場しない。
CJ
ブレイドたちの前にたびたび現れ、彼らに情報を与えることで戦いを助ける謎の美女。
その正体は、未来（ゲーム版では「10000年後」、小説版では「74800年後」）において超知性体へと進化したMICAが送り込んだ分身。未来のMICAは、メタリフォームの反乱を鎮圧してそのネットワークを掌握することでメモリが増大、超知性体へと進化した。しかし、その過程でソードフィッシュ乗組員を含む人類の大半が死亡したため、彼女は超知性体としての能力で過去に干渉し、人類がいち早く反撃体制を整えることで被害を最小限に抑えるよう歴史を変えようと図ったのである。「CJ」の名前は、キリがかつてMICAに聞かせた自作の童話に登場する、人間の男の子に恋をした人形「シンディ・ジューン」から取られた。

### その他の人物
アレックス
ニジーナの幼馴染で、ガガーリンの対テロ自警団に所属する青年。ブレイドたちによるテロ組織掃討に協力する。後にテロ組織を通じて撒かれたマイクロマシンによって死亡し、サイビーイングとして蘇生する。
小説版には登場しない。
ティート
キリの弟。キリが行方不明になっていたことによる困窮と、戦士への憧れから、姉のように傭兵になることを選んだ。その結果、地球軍の兵士として採用され、ブレイドたちの前に立ちはだかることになる。
小説版では登場せず、傭兵になって家を出たこと、後に地球軍の兵士として戦死したことのみが語られる。
フィービー
惑星メルカインに滞在しているクレインの元恋人。運び屋を商売にしており、報酬次第で危険な仕事も請け負う。金さえあれば幸せだと主張しており、ストーリー後半では惑星バロネットに革命のための武器を運んだことで革命派から感謝されるようになるが、それでも頑なに感謝や親愛の情を受け入れることを拒む。
小説版には登場しない。
ミレイ
惑星タカマガハラに住む少女。地球軍がタカマガハラで兵器開発を行っていることを知り、密かに抵抗運動を行っている。シャインに想いを寄せるが、後にマイクロマシンに感染してサイビーイング化が始まったことを知り、彼の前から去る。
小説版には登場しない。

## 登場する惑星

### 地球連邦と同盟国
地球
太陽系第3惑星。本作品の舞台となる24世紀では、植民惑星のほとんどが国家として独立しているため、すでに人類社会の主流から外れた斜陽の惑星国家。
ストーリー後半ではBRANIACの暴走により、グレートケープを中心としてヨーロッパ及びアフリカの地中海沿岸、インド、中近東、南北アメリカのメキシコ湾および大西洋沿岸、東南アジアに及ぶ広大な地域が壊滅的な被害を受けてしまう。
レゾンヴィル
小説版で判明した地球連邦の行政首都の名で、アフリカ大陸の、かつては砂漠であった「サハラ大緑地帯」に所在すると思われる。ゲーム版では単に「サハラシティ」と表記されるのみだった。又、小説版ではミフネのメタリフォームの実験場が同都市から約500km離れた場所に位置するとされている
エルメレエ基地
主人公一行が監禁されていた、西アフリカに位置する地球連邦軍の空軍基地。
グレートケープ
西アフリカのモロッコに当たる地域に位置し、BRANIACが安置されている「地球防衛司令部」。フォレストはここに閉じ籠もり、地球軍の総指揮に当たる。
ハイランド
くじら座タウ第2惑星。現在でも地球連邦の下に留まる、風光明媚なリゾート惑星。ゲーム版では、この星にデネット教授が軟禁されている。
タカマガハラ
くじゃく座デルタ第3惑星。ハイランドと同じく現在でも地球連邦の下に留まり、首都はアスカノミヤ。日本からの移民が多く、24世紀における地球の日本よりも日本らしい文化が残る星。現在でも地球連邦に所属する数少ない星のひとつで、それゆえメタリフォームの反乱では早い段階で壊滅的被害を受けてしまう。
バロネット
レチクル座ベータ1第1惑星。極端な有色人種差別政策を取っている。他星侵略を肯定したフォレスト将軍に共鳴し、率先して地球派に回る。都市部は、白人が住む中央と有色人種が住む外縁部を高い壁で仕切っており、中央に入るにはスキャナーによる肌の色素チェックを経ねばならない。
開拓初期にこの星へ集まったのは、ヒル夫妻誘拐事件をはじめとしたUFO関連の風説を信じ、レチクル座ベータに異星人がいると信じた人々だった。実際には異星人などいなかったのだが、結果としてバロネットは、地球では受け入れられなかった奇人・奇説の坩堝と化した。その中に「有色人種は人間ではない」と主張する白人至上主義の新興宗教があり、この組織は22世紀のバロネット独立後に地球からの経済難民が押し寄せた際、旧住民たちの不安に乗じてバロネットの主流となった。以後、バロネットは経済的に弱い有色人種の移住者を弾圧し、それに対する周辺諸国からの経済制裁による不況も有色人種に責任をかぶせ、狂信的かつ閉鎖的な社会を形成したのである。
ヴィー
ラランド21185第2惑星。液体メタンの海に覆われた極低温惑星。地球連邦の強制収容所がある。ゲーム版では、ここに幽閉された要人を救出するためブレイドたちが収容所を強襲するイベントがある。また小説版では直接の描写はないが、ブレイドたちと別行動になっていたランス・マカリスター記者がここに収容されていた。

### 反地球連合
キャゼリン
GL4420第3惑星。ガルボダージュの拠点となる秘密基地が存在する星。首都はリバティー。この星の独立に貢献した初代大統領ルーカス・キャゼリンは、LANアソシエイツの設立者の一人リル・キャゼリンの孫に当たる。専門用語の節の「LANアソシエイツ」も参照。
本編中では、ボーガバティ、ファラウェイ、ブラックホークらと「四惑星連合」を発足し、地球軍の侵攻に立ち向かう。
ボーガバティー
りゅう座カイ第3惑星。過酷な地表の環境を避けた地下都市が建築されており、地球軍との戦いでも地下に立てこもることで守りに徹した。
ファラウェイ
おとめ座ベータ第4惑星。首都はデイドリーム。工業力に優れ、連合成立後は新兵器の量産により地球軍への反攻に貢献する。
ブラックホーク
おおぐま座36第1惑星。首都はエクリプスで、山がちな険しい地形のせいで交通は航空路に頼っている。最初に地球軍のメタリフォーム投下攻撃を受けた惑星国家。

### その他の星
ガガーリン
きょしちょう座ベータ第3惑星。ニジーナの故郷。政情不安が長期化し、爆弾テロが日常化している。ゲーム版では、テロリストの正体がバロネットの工作員であることがブレイドたちに暴かれて壊滅させられるものの、工作員が最期にばら撒いたマイクロマシンで住人が壊滅、サイビーイング化してしまう。
メルカイン
うみへび座タウ1第3惑星。人間が住むのに適さない星だが、レアメタル鉱山があるため山師が集っている。
カアンガ
みずへび座ベータ第4惑星。アフリカ系移民が主の惑星国家であるため、白人至上主義のバロネットとは長く対立していた。本編中盤において、バロネットによる核爆弾の爆撃により、一日で900万人が死亡する大被害を受けて壊滅する。小説版では放射能被害により更に2000万人が命を落とす。
ゲーム版ではシャインが、この惨状を引き起こしたバロネットの行動が2104年度に成立した、惑星に対する核攻撃を禁止する「ザルツブルク条約」の違反であることを言及している。
ディザール
GL4540第1惑星。キリの故郷。キャゼリンの衛星国家とされる、農業が主な産業の貧しい星。キャゼリンに近接しているために、中継基地建設を目論む地球軍の侵攻を受ける。
エリュシオン
おとめ座61第3惑星。この星に棲む巨鳥カル・カルの牧畜が主な産業である。ディザールと共に、地球軍によるキャゼリン侵攻の中継基地として利用される。
ナイランジャナー
りゅう座シグマ第2惑星。ボーガバティーとは友好関係にある。非暴力を説く宗教を中心とした惑星国家。地球軍の工作によって、ボーガバティー侵攻の中継基地にされる。
ハイパーボリア
GL4540星系第3惑星。氷と雪に覆われた低温の星。きれいな水が手に入ることから、惑星ファラウェイの電子部品メーカーが工場を建てている。この工場が密かに地球軍向けの武器を製造していたことからブレイドたちの攻撃対象となる。
バルニバービ
かみのけ座ベータ第3惑星。有毒大気に覆われた惑星。地球軍がブラックホーク侵攻のための基地を築いている。
ブルーウォーター
りょうけん座ベータ第4惑星。地球型の星ではあるが表面の94%が海で、唯一の大陸も湿地帯が大きく、居住地としては適さない。巨大なカタツムリのような生物「スラージ」が生息する。スラージは石を集めて巨大な堤防を築く習性があり、この堤防が天体図であると後に判明したことで「スラージは知的生命体である」との主張がなされたが、スラージとのコミュニケーションが成功した例はない。
エルドラド
うお座54第2惑星。伝説の宇宙海賊、キャプテン・パイクの財宝があると噂される。
ビヨンド
テーブルさん座アルファ第4惑星。クーデターでバロネットを追われたラモン大統領が逃げ込んだ星。

## スタッフ
- スーパーバイザー：安田均（グループSNE）
- シナリオ：山本弘（グループSNE）
- ゲーム・デザイン：水野良（グループSNE）
- ゲーム・デザイン・アシスト：さとうあきこ（グループSNE）
- メカニック・デザイン：松浦まさふみ
- プログラム：まさきたかきよ
- グラフィック：猪口敏司、こばやしみのり、真田直美
- フォント・デザイン：わだみどり
- 音楽：酒井能克、酒井恭子
- サウンド・マニピュレート：富沢賢一、ひらのひでかつ
- テクニカル・ディレクター：WILD2OG
- パッケージ・イラスト：青木純
- パッケージ・デザイン：よこたまさのり
- コーディネーター：村川忍（グループSNE）、松村吉家
- サブ・ディレクター：ふくだせいご
- ディレクター：かわいやすゆき
- プロデューサー：浦井郁郎

## 評価
ゲーム誌『ファミコン通信』の「クロスレビュー」では、6・4・6・5の合計21点（満40点）、『ファミリーコンピュータMagazine』の読者投票による「ゲーム通信簿」での評価は以下の通り、22.1点（満30点）となっている。
| 項目 | キャラクタ | 音楽 | お買得度 | 操作性 | 熱中度 | オリジナリティ | 総合 |
| 得点 | 3.6        | 3.6  | 3.7      | 3.9    | 3.8    | 3.6            | 22.1 |

## 関連作品
- 小説版
  - 角川スニーカー文庫 作：山本弘 イラスト：青木純
  - ISBN 4044601089
- 漫画版
  - 講談社スーパーファミコン・コミックシリーズ 作：青木純
  - 上巻 ISBN 4063194701
  - 下巻 ISBN 4063194930